# Garuda

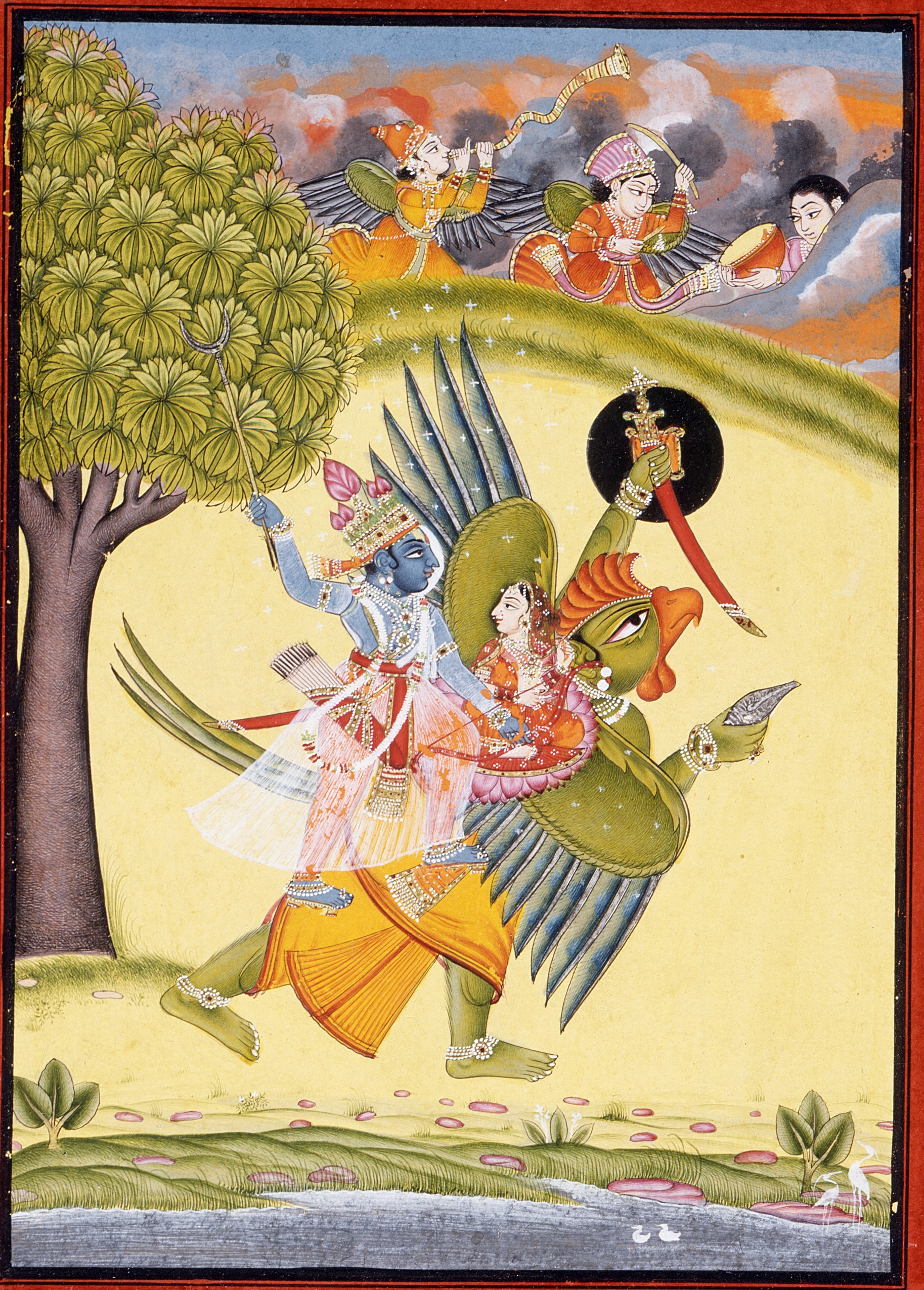
Vishnu și Lakshmi călare pe un Garuda - Desen în LACMA din Rajasthan, Bundi, cca.1730

Garuda (în sanscrită:गरुड, garuda = vultur) este o creatură mitică de mari dimensiuni, ca un vultur monstruos care apare în mitologia hindusă și budistă. O astfel de creatură îl însoțește pe post de animal de tracțiune pe zeul hindus Vishnu. Cei mai mari dușmani ai lui Garuda sunt monștrii Naga, șerpi uriași cu mai multe capete.